# Nanophyllium rentzi
Nanophyllium rentzi is een insect uit de orde Phasmatodea en de  familie Phylliidae. De wetenschappelijke naam van deze soort is voor het eerst geldig gepubliceerd in 2008 door Brock & Groesser.